# Fredric Brown
Pour les articles homonymes, voir Brown.
Ne doit pas être confondu avec Eric Brown.
Œuvres principales
- L'Univers en folie (1949)
- La Nuit du Jabberwock (1950)
- Une étoile m'a dit (1951)
- Martiens, Go Home! (1955)

Fredric Brown, né le 29 octobre 1906 à Cincinnati (Ohio) et mort le 11 mars 1972 à Tucson (Arizona), est un écrivain américain de science-fiction célèbre pour ses nouvelles au parfum humoristique.
Il publie également des romans policiers ou de science-fiction, souvent dans un registre burlesque, comme dans son roman Martiens, Go Home!.

## Biographie
Fredric Brown naît le 29 octobre 1906 à Cincinnati en Ohio.
Il commence à travailler à l'âge de seize ans, exerçant divers métiers (employé de cirque, plongeur, détective privé, bibliothécaire, correcteur pour des journaux, etc.), après avoir perdu sa mère et son père, respectivement un et deux ans plus tôt. En 1926, il tente d'entrer à l'université de Hanover dans l'Indiana, mais il abandonne rapidement.
Brown a été édité toute sa vie dans des pulps, ces magazines populaires et bon marché qui regroupent des histoires policières ou de science-fiction. Il commence sa carrière d'écrivain en 1937, à l'âge de 31 ans, alors qu'il travaille comme correcteur pour le Milwaukee Journal. Sa première fiction, The Moon for a Nickel a été publiée dans la revue Detective Story en mars 1938. Il écrit par la suite beaucoup de nouvelles, notamment des short-shorts, nouvelles de quelques centaines de mots se concluant par une chute époustouflante, comique ou tragique.
Dans les années 1960, il fut publié dans Playboy et d'autres magazines pour hommes, où ses histoires très courtes et souvent drôles avec une chute inattendue faisaient merveille. Il est même considéré comme le maître de la micronouvelle (short short-story) et de la nouvelle brève, dont le recueil en français, Fantômes et Farfafouilles (traduit de l'américain par Jean Sendy : Denoël, « Présence du futur » no 65) donne un saisissant aperçu. Il est d'ailleurs principalement connu en France pour ses nouvelles de science fiction, alors qu'il a surtout offert beaucoup à la littérature policière, par ses innombrables nouvelles ou ses romans, où, de son style percutant et épuré, il propose des intrigues à la fois simples et originales, dans un décor reflétant les réflexes, les modes et les angoisses de l'Amérique des années 1960.
L'humour est très présent chez Fredric Brown, au point parfois d'être le point de départ, sinon la raison, de ses textes. L'Univers en folie (What Mad Universe) écrit en 1949 joue avec les clichés du genre, racontant l'histoire d'un éditeur de magazine envoyé dans un monde parallèle et reprenant une vision enfantine des récits publiés dans la revue. Martiens, Go Home! (écrit en 1954) décrit une invasion martienne vue à travers les yeux d'un auteur de science-fiction, par d'insupportables petits hommes verts caricaturaux, sans gêne, malicieux et tourmenteurs d'une humanité qui va peut-être se ressouder contre eux.
L'une de ses nouvelles les plus connues, Arena, a servi pour un épisode de la série Star Trek.
Fredric Brown meurt à Tucson en 1972 à 65 ans, alors que, alcoolique et atteint d'un emphysème pulmonaire, il avait arrêté d'écrire depuis neuf ans.

## Œuvre

### Nouvelles
Voir l'article Liste des nouvelles de Fredric Brown pour un résumé détaillé d'une grande partie des nouvelles écrites par l'auteur, sous leurs titres français. La boîte déroulante ci-dessous n'indique que la liste des nouvelles par année et selon leur titre original.

### Romans de science-fiction
- L'Univers en folie, Denoël, Présence du futur no 120, 1970 ((en) What Mad Universe, 1949)Réédition dans une traduction révisée, Gallimard, Folio Science-fiction no 108, 2002
- La Piste des étoiles, Presses de la Cité, Futurama Superlights no 19, 1978 ((en) The Lights in the Sky are Stars, 1953)
- Martiens, Go Home!, Denoël, Présence du futur no 17, 1957 ((en) Martians, Go Home, 1955)Réédition, Lausanne, Éditions Rencontre, Chefs-d'œuvre de la science-fiction, 1970 ; réédition, Gallimard, Folio Science-fiction no 6, 2000 : adapté en 1990 en un film du même nom avec Randy Quaid et Margaret Colin
- Le Loup des étoiles, Presses de la Cité, Futurama no 16, 1978 ((en) Rogue in Space, 1957)
- L'Esprit de la chose, Presses de la Cité, Futurama no 14, 1978 ((en) The Mind Thing, 1961)

### Romans policiers

#### SérieEd et Am Hunter
1. Crime à Chicago, Albin Michel, coll. Le Limier no 53, 1955 ((en) The Fabulous Clipjoint, 1947)Réédition, 10/18 no 2448 - Prix Edgar-Allan-Poe du meilleur premier roman 1948
2. Le Fantôme du chimpanzé, PAC, coll. Red Label, 1978 ((en) The Dead Ringer, 1948)Réédition, 10/18 no 2142, 1990
3. Un cadavre au clair de Lune, Clancier-Guénaud, coll. Polars no 23, 1986 ((en) The Bloody Moonlight ou Murder by Moonlight, 1949)Réédition, 10/18 no 2523, 1994
4. Le monstre vous salue bien, Clancier-Guénaud, coll. Polars no 24, 1987 ((en) Compliments of a Fiend, 1950)Réédition, 10/18 no 2331, 1993
5. La mort a ses entrées, Clancier-Guénaud, coll. Série 33 no 2, 1988 ((en) Death has Many doors, 1951)Réédition, 10/18 no 2706, 1996
6. Le Cher Disparu, Clancier-Guénaud, coll. Série 33 no 12, 1988 ((en) The Late Lamented, 1959)Réédition sous le titre Regrets éternels, 10/18 no 2665, 1995
7. Les Dessous de madame Murphy, Clancier-Guénaud, coll. Polars no 16, 1984 ((en) Mrs. Murphy's Underpants, 1963)Réédition, 10/18 no 2332, 1993

#### Autres romans policiers
- Tuer pour passer le temps, Nicholson & Watson, coll. « La Tour de Londres » no 51, 1950 ((en) Murder Can Be Fun, 1948)Réédition, NéO, coll. Le Miroir obscur no 6, 1980
- La Belle et la Bête, Nicholson & Watson, coll. « La Tour de Londres » no 54, 1951 ((en) The Screaming Mimi, 1949)Réédition Gallimard, coll. « Série noire » no 1082, 1966
- La Chandelle et la Hache, NéO, coll. Le Miroir obscur no 109-110, 1985 ((en) Here Comes a Candle, 1950)Réécrit sous plusieurs formes à tour de rôle : roman classique, scénario, pièce de théâtre ou émission de radio.
- Drôle de sabbat !, 1951 ((en) Night of the Jabberwock, 1950)Publié dans une nouvelle traduction intégrale sous le titre La Nuit du Jabberwock - J'ai lu no 625, 1975, et Rivages/Noir no 634, 2007
- (en) The Case of the Dancing Sandwiches, 1951
- La Fille de nulle part, Éditio-Service, coll. Triangle noir, 1951 ((en) The Far Cry, 1951)Réédition, Rivages/Noir no 703, 2008
- Rendez-vous avec un tigre, PAC, coll. Red Label, 1977 ((en) The Deep End, 1952)
- Qui a tué grand-maman ?, 1985 ((en) We All killed Grand'ma, 1952)NéO, coll. Le Miroir obscur no 115
- Maboul de cristal, NéO, coll. Le Miroir obscur no 117, 1986 ((en) Madball, 1953)
- Meurtres en filigrane, Gallimard, Série noire no 818, 1963 ((en) His Name was Death, 1954)Adapté au cinéma en 1992 par Gérard Jourd'hui, avec Michel Serrault, Anna Galiena et Pierre Richard, sous le titre Vieille Canaille et réédité sous ce titre.
- La Bête de miséricorde, Dupuis, coll. Mi-nuit no 15, 1966 ((en) The Lenient Beast, 1956)Nouvelle traduction, Points roman noir no 2727, 2011
- (en) One for the Road, 1958
- Ça ne se refuse pas, Gallimard, Série noire no 768, 1963 ((en) Knock Three-One-Two, 1959)Adapté au cinéma par Jean-Pierre Mocky sous le titre L'Ibis rouge
- (en) The Murderers, 1961édité dans le recueil de nouvelles les asticots ne sont pas des anges (fleuve noir 1994 no 18) sous le titre sang pour sang sous forme de nouvelle de 200 pages[1]
- (en) Brother MonsterFin des années 1960, dernier roman inachevé

### Roman classique
- Cincinnati Blues ((en) The Office, 1958)Son seul roman « classique » (ni polar ni SF) partiellement autobiographique.

### Recueils de nouvelles

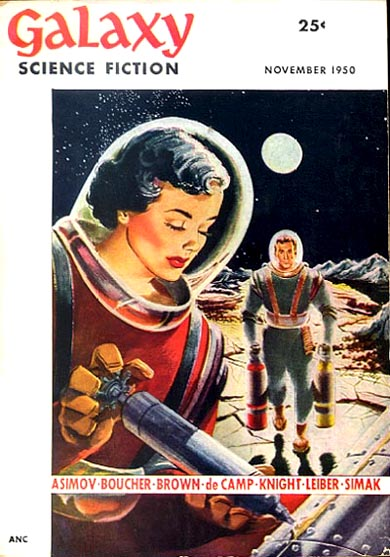
Lune de miel en enfer, couverture du magazine Galaxy Science Fiction, novembre 1950.

- Une étoile m'a dit, Denoël, Présence du futur no 2, 1954 ((en) Space on my Hands, 1951)Réédition, Gallimard, Folio. Science-fiction no 42, 2000
- (en) Angels and Spaceships, 1954
- Lune de miel en enfer, Denoël, Présence du futur no 75, 1964 ((en) Honeymoon in Hell, 1958)Réédition, Genève, Famot, 1977 ; réédition, Gallimard, Folio. Science-fiction no 280, 2007
- 120 heures de cauchemar, Néo, Le Miroir obscur no 23, 1981 ((en) The Five-Day Nightmare, 1962)
- Fantômes et Farfafouilles, Denoël, Présence du futur no 65, 1963 ((en) Nightmares and Geezenstacks, 1963)Réédition, Gallimard, Folio. Science-fiction no 79, 2001
- (en) Paradox Lost, 1973 Cf. Paradoxe perdu
- (fr) Paradoxe perdu, 1974Ce recueil reprend des nouvelles contenues dans les deux recueils Angels and Spaceships et Paradox Lost

### Publications posthumes
- (en) The Best of Fredric Brown, 1976Collection de nouvelles par Robert Bloch, Nelson Doubleday
- (fr) Une nuit à la morgue, NéO, collection Le Miroir Obscur no 13, 1980Recueil de nouvelles inédit aux États-Unis
- (fr) À chacun son meurtre, Clancier-Guénaud, collection Polar, 1981Recueil de nouvelles inédit aux États-Unis
- (fr) Attention, chien gentil !, NéO, collection Le Miroir Obscur no 58, 1983Recueil de nouvelles
- (fr) Excusez mon ricanement de goule !, Clancier-Guénaud, collection Au troisième œil, anthologie préparée et annotée par Stéphane Bourgoin, 1985Recueil de nouvelles inédit aux États-Unis,
  - La Mort aux enchères (1942)
  - Satan mène la danse (1944)
  - Dans les ténèbres (1942, datée mars 1941 dans l'anthologie)
  - Excusez mon ricanement de goule (1942)
  - À l'aveuglette (1950)
  - Les Ombres innombrables (1942)
  - À la recherche de Barbe-Bleue (1948)
- (fr) Concerto pour flûte et mitraillette, NéO, collection Le Miroir Obscur no 112, 1985Recueil de nouvelles inédit aux États-Unis
- (fr) Homicide, mode d'emploi, NéO, collection Le Miroir Obscur no 121, 1986Réédition, Manitoba-Les Belles Lettres, Le Cabinet noir no 30, 1999 : recueil de nouvelles inédit aux États-Unis
- (fr) Trente cadavres tous les jeudis, NéO, collection Le Miroir Obscur no 124, 1986Recueil de nouvelles inédit aux États-Unis
- (fr) Le Chant des damnés, NéO, collection Le Miroir Obscur no 129, 1986Recueil de nouvelles inédit aux États-Unis
- (fr) Les cadavres ne font pas de cinquième colonne, NéO, collection Le Miroir Obscur no 132, 1986Recueil de nouvelles inédit aux États-Unis
- (fr) Mort d'un vampire, Clancier-Guénaud, collection Série 33 no 5, 1988Recueil de nouvelles inédit aux États-Unis
- (fr) La Vie sexuelle sur Mars, Clancier-Guénaud, collection Série 33 no 16, 1988Recueil de quatre nouvelles inédit aux États-Unis
- (fr) Les asticots ne sont pas des anges, Fleuve noir, Super poche no 18, 1994Recueil de nouvelles inédit aux États-Unis
- (en) From These Ashes: The Complete Short Sf Of Fredric Brown, 2001Recueil de ses histoires courtes de science fiction et fantastique
- (en) Martians and Madness, 2002Recueil de romans
- (fr) Intégrale des nouvelles - Tome 1, Coda, 2004
- (fr) Intégrale des nouvelles - Tome 2, Coda, 2005
- (fr) Intégrale des nouvelles - Tome 3, Coda, 2006

## Adaptations

### Au cinéma
- 1946 : Crack-Up (en), film américain réalisé par Irving Reis, avec Pat O'Brien et Claire Trevor
- 1958 : Le Ballet du désir, film américain réalisé par Gerd Oswald, avec Anita Ekberg
- 1970 : L'Oiseau au plumage de cristal (L'uccello dalle piume di cristallo), film italo-allemand réalisé par Dario Argento, avec Tony Musante
- 1975 : L'Ibis rouge, film français réalisé par Jean-Pierre Mocky, avec Michel Simon et Michel Serrault
- 1984 : Lettre mortelle, court métrage suisse réalisé par Pier Blattner (8 min 50 s, 16 mm, couleur, en français, sous-titré anglais), adapté de la nouvelle The Letter (Dead Letter, 1955), avec Scott Holden, Carlo Brant et Sofia Mancione (www.noyauzeronetwork.org)
- 1989 : Martians Go Home, film américain réalisé par David Odell (en), avec Randy Quaid
- 1993 : Vieille Canaille, film français réalisé par Gérard Jourd'hui, avec Michel Serrault
- 1998 : Ça ne se refuse pas, film français réalisé par Eric Woreth, avec Isabelle Renauld et Jean-Marc Barr
- 2001 : La Bête de miséricorde, film français réalisé par Jean-Pierre Mocky, avec Bernard Menez

### À la télévision
- 1951 : The Last Man on Earth, épisode 5, saison 1 de la série télévisée américaine Histoires de l'autre monde, avec Martin Brandt et Cloris Leachman
- 1952 : Age of Peril, épisode 20, saison 1 de la série télévisée américaine Tales of Tomorrow, avec Phyllis Kirk
- 1953 : Lost Kid, épisode 47, saison 2 de la série télévisée américaine Chevron Theatre (en), avec Elizabeth Patterson
- 1953 : The House Nobody Wanted, épisode 7, saison 1 de la série télévisée américaine The Pepsi-Cola Playhouse, avec Craig Stevens
- 1953 : The Motive Goes Round and Round, épisode 11, saison 1 de la série télévisée américaine The Pepsi-Cola Playhouse
- 1954 : Miss Darkness, épisode 14, saison 1 de la série télévisée américaine The Pepsi-Cola Playhouse
- 1954 : The Traveling Room, épisode 4, saison 1 de la série télévisée américaine Studio 57, avec Marguerite Chapman
- 1955 : Cry Silence, épisode 10, saison 7 de la série télévisée américaine Robert Montgomery Presents (en), avec Anne Seymour
- 1957 : His Name Was Death, épisode 28, saison 8 de la série télévisée américaine Robert Montgomery Presents (en)
- 1957 : The Cream of the Jest, épisode 24, saison 2 de la série télévisée américaine Alfred Hitchcock présente (Alfred Hitchcock Presents), réalisé par Herschel Daugherty, avec Claude Rains
- 1957 : The Night the World Ended, épisode 31, saison 2 de la série télévisée américaine Alfred Hitchcock présente (Alfred Hitchcock Presents), réalisé par Jus Addiss, avec Russell Collins
- 1957 : The Dangerous People, épisode 39, saison 2 de la série télévisée américaine Alfred Hitchcock présente (Alfred Hitchcock Presents), réalisé par Robert Stevens, avec Albert Salmi
- 1958 : Cry Silence, épisode 22, saison 3 de la série télévisée américaine ITV Television Playhouse (en), réalisé par Silvio Narizzano
- 1959 : Human Interest Story, épisode 32, saison 4 de la série télévisée américaine Alfred Hitchcock présente (Alfred Hitchcock Presents), réalisé par Norman Lloyd, avec Steve McQueen
- 1959 : A True Account, épisode 34, saison 4 de la série télévisée américaine Alfred Hitchcock présente (Alfred Hitchcock Presents), réalisé par Leonard Horn, avec Jane Greer
- 1960 : Knock Three-One-Two, épisode 13, saison 1 de la série télévisée américaine Thriller (Thriller), réalisé par Herman Hoffman, avec Joe Maross, Beverly Garland et Warren Oates
- 1967 : Arena, épisode 18, saison 1 de la série télévisée américaine Star Trek, avec William Shatner, Leonard Nimoy et DeForest Kelley
- 1985 : The Human Interest Story, épisode 7, saison 1 de la série télévisée américaine Alfred Hitchcock présente (Alfred Hitchcock Presents), avec John Shea
- 1986 : The Geezenstacks, épisode 5, saison 3 de la série télévisée américaine Histoires de l'autre monde (Tales from the Darkside), avec Craig Wasson et Larry Pine

## Prix
- Prix Edgar-Allan-Poe 1948 du meilleur premier roman pour The Fabulous Clipjoint[2]